# Biopsie à l'aiguille fine
 Mise en garde médicale
La biopsie à l’aiguille fine (BAF) ou cytoponction, est une méthode de diagnostic consistant à prélever des cellules et du tissu dans des nodules ou du liquide dans des kystes et des ganglions lymphatiques à l'aide d'une aiguille très fine montée sur une seringue pour effectuer ensuite un examen cytologique du prélèvement au microscope. C'est une procédure chirurgicale de diagnostic sûre et non invasive, qui évite souvent les biopsies chirurgicales majeures. Contrairement à la biopsie par forage, la biopsie à l'aiguille fine est généralement indolore et ne provoque que peu de complications (saignement, infection). Elle est le plus souvent employée pour la détection des cancers du sein, de la thyroïde ou des ganglions lymphatiques dans le cou, l'aine ou l'aisselle.

## Historique
En 1912, l’hématologue allemand Hans Hirschfeld (1873-1944) décrit pour la première la biopsie de lymphomes cutanés par ponction-aspiration. 
En 1930, Martin et Ellis, du Memorial Hospital de New York, publient un travail complet sur la méthodologie de ces types de biopsies. Ils sont considérés comme les créateurs de la base scientifique de la procédure. 
Un an plus tard, le pathologiste Ernst Mannheim établit le concept actuel de la BAF, en modifiant la méthode à l'aide d'aiguilles de 1 mm de diamètre afin de minimiser les effets traumatiques de la ponction et de limiter les inconforts subis par les patients.

## Indications
Les applications les plus courantes sont les biopsies à l'aiguille fine de nodules suspects dans la glande thyroïde, les poumons, les ganglions lymphatiques, les masses abdominales, les tumeurs des tissus mous et la prostate.
La BAF permet de diagnostiquer un cancer ou d’autres maladies en présence d’une masse que l’on peut sentir ou toucher (palpable), la procédure est rapide et simple. La biopsie est généralement effectuée par un cytopathologiste ou un chirurgien. 
On effectue aussi une BAF si la présence d’une masse ou d’une région anormale est révélée par des examens d’imagerie. La biopsie est alors réalisée par un radiologue ou un médecin formé à l'exécution de telles biopsies guidées par radiographie ou échographie. Pour de tels cas, la procédure peut nécessiter une préparation plus approfondie et prend plus de temps à être effectuée.
Les ganglions lymphatiques cliniquement insignifiants, les asymétries et les anomalies mineures ne sont pas des indications pour la BAF.

## Contre-indications
Les coagulopathies, les abcès ou les tumeurs qui peuvent se rompre et infecter une cavité corporelle sont autant de contre-indications de la biopsie à l’aiguille fine. Une étude récente a montré que dans un cas, une biopsie à l'aiguille d'une tumeur du foie avait entraîné la propagation du cancer le long du trajet de l'aiguille et concluait que l'aspiration à l'aiguille était dangereuse et inutile. Les conclusions tirées de cet article ont ensuite été vivement critiquées.

## Efficacité
La précision de cette procédure dans le diagnostic de nombreux cancers est supérieure à 90 %. Un examen plus approfondi des cellules extraites par  cytométrie, hybridation in situ en fluorescence ou immunocytochimie permet d’améliorer encore la précision diagnostique de la biopsie à l'aiguille fine. Elle comporte toutefois quelques limitations. En effet, elle ne permet pas l’observation complète de l'architecture d’ensemble de la lésion et parfois le nombre de cellules extraites est insuffisant pour obtenir un résultat concluant.
Au cas où l’échantillon ne contient pas assez de cellules pour permettre le diagnostic, il est considéré comme non-informatif et il est recommandé au patient de faire procéder à un nouvel examen dans un délai d'un à trois mois. Ceci se produit dans deux à cinq pour cent des cas.